# Galepsus thomseni
Galepsus thomseni är en bönsyrseart som beskrevs av Werner 1923. Galepsus thomseni ingår i släktet Galepsus och familjen Tarachodidae. Inga underarter finns listade i Catalogue of Life.